# Cancer anal
Canalul anal reprezintă partea terminală a tubului digestiv și masoară 3-4 cm , fiind situat in  continuarea rectului.
Tumorile anale sunt clasate ca tumori cutanate:
- tumori rare, predominant la femei (1,2% din cancerele digestive și 6% din cancerele ano-rectale;
- două treimi din pacienți au mai mult de 65 ani;
- cancerele epidermoide reprezintă aprox. 95 % din cancerele de canal anal (doar 5% sunt metastatice in momentul diagnosticării);
- factori de risc : sexul feminin, vârsta, homosexualitatea, HPV, tabagismul.

Histologie:
-cancer epidermoid : cu celule mari keratinizant , non keratinizant , bazaloid.
-adenocarcinom : de tip rectal sau pe fistulă anorectală.
```
 Stadializare:     se face preterapeutic
 T1-  <2cm;
 T2-  >2cm dar <5cm;
 T3-  <5cm;
 T4- tumoră, de orice dimensiune, care invadează unul sau mai multe organe (
vagin
, uretră, vezică), cu excepția rectului, mucoasei perineale , țesutului subcutan sau sfincterului anal.
```

```
 Nx - ganglioni neevaluați;
 N0 - fără metastaze ganglionare;
 N1 - invazia  ganglionilor perirectali;
 N2 - invazia ganglionilor iliaci interni și/sau inghinali unilateral;
 N3 - invazia ganglionilor perirectali și/sau iliaci interni bilateral și /sau inghinal bilateral.
```

```
  Tratament :
```

```
  pentru formele limitate : 
radioterapie

  pentru formele extinse : radioterapie și chimoiterapie +/- chirurgie.
```

```
  Chirurgie:  
amputație ano-rectala pe cale abdomeno-perineală cu limfadenectomie hemoroidală superioară , medie și inferioară. Limfadenectomia inghinală este limitată doar în cazul prezenței de adenopatii maligne.
```

```
  Radioterapie exclusivă
```

Este realizată în "split course" și constă , intr-o primă etapă
în radioterapie externă urmată, după un interval de repaus, de un complement prin RT externă sau curieterapie interstițială.
```
  Radioterapia externă: 
 -iradiere pelvină posterioară, 
 -volumul ținta cuprinde canalul anal și baza rectulul, ganglionii perirectali și latero-pelvini;
 -este realizată in decubit dorsal sau ventral ( 10 MV, 3-4 fascicule)
```

50 Gy in 25 fracțiuni si 5 săptămani
```
 -putem adauga la volumul țintă ariile ganglionare uni sau bilateral, necesitând adaptarea tehnicii prin utilizarea unui câmp direct anterior suplimentar de electroni 6-12 MV;
 -al doilea timp  de iradiere (complementul) poate fi efectuat prin RT externă sau curieterapie interstițială cu Iridiu pe volumele tumorale inițiale la o doză de 15-20 Gy.
```

```
  Chimioterapie exclusivă:
 -asocierea de 
Fluorouracil
 (5 zile) si Mitomycin C (prima zi) este de referință
 -Fluorouracil și Cisplatin poate fi o alternativă.
```

```
  Frecvența recidivelor:
  0-20 % pentru T1
  10-30 % pentru T2
  20-40 % pentru T3-T4.
```